# Uropappus
Uropappus là một chi thực vật có hoa trong họ Cúc (Asteraceae).

## Loài
Chi Uropappus gồm các loài: